# Zaghawa-Schrift

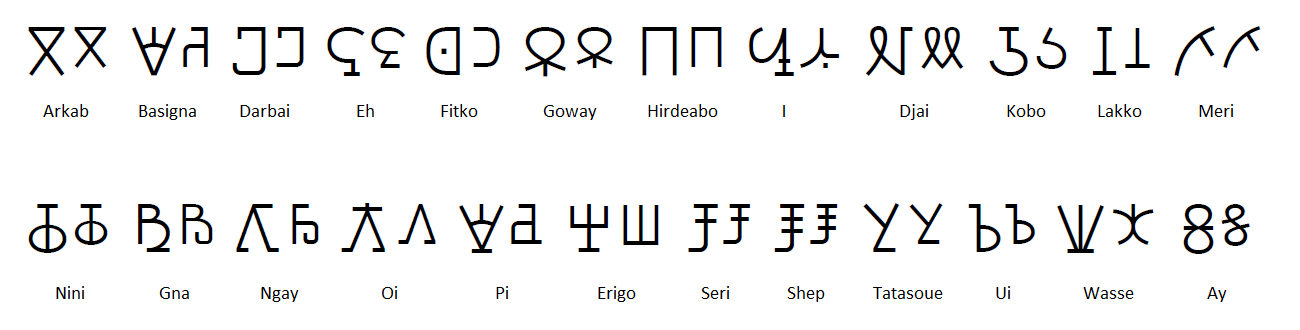
Das Alphabet

Das Zaghawa- oder Beria-Alphabet, Beria Giray Erfe ('Zaghawa-Schriftzeichen'), ist die alphabetische Schrift der Zaghawa und ihrer Sprache Zaghawa-Beria im Tschad sowie in Darfur (Westsudan).
Die neue Schrift basiert auf einem einheimischen Zeichensystem. In den 1950er Jahren kodifizierte der sudanesische Zaghawa-Schullehrer Adam Tajir ein Alphabet für die Zaghawa-Sprache auf der Grundlage der traditionellen Clan-Brandmarkierungen für Vieh, vor allem Kamele. Manchmal auch als das Kame-Alphabet bekannt, kopierte er zunächst das Inventar der Arabischen Schrift, die offizielle Schrift des Staates – daher war das System nicht ideal für das Zaghawa.
Im Jahre 2000 adaptierte der Zaghawa-Tierarzt Siddick Adam Issa die Schrift von Tajir in das Zaghawa, was von der Zaghawa-Gemeinschaft zustimmend aufgenommen wurde. Die Typografie ist  etwas unüblich, weil die Großbuchstaben Unterlängen haben, die unter die Grundlinie reichen, anstatt wie im lateinischen Alphabet die Kleinbuchstaben oben zu überragen. Beria Giray Erfe ist ein vollständiges Alphabet, mit unabhängigen Buchstaben für Vokale; allerdings werden diakritische Zeichen verwendet, um die Tonhöhe zu markieren: Accent Grave für fallende Töne und Accent aigu für steigende Töne; hoch, Mitte und tief sind unmarkiert. Zudem gibt es erweiterte Zungenlängen-Vokale. Ein Längestrich verzweigt /i e ə o u/ von den Buchstaben für /ɪ ɛ a ɔ ʊ/.
Der Buchstabe für /p/, der nicht in Zaghawa oder in der Amtssprache Arabisch vorkommt, wird durch das Hinzufügen eines Schwanzes zum Buchstaben für /b/ geschrieben. Ebenso wird /ʃ/ von dem Buchstaben für /s/ mit einem hinzugefügten Strich abgeleitet. Es gibt in der Regel auch keinen Buchstaben für /ħ/ und keine Unterscheidung zwischen /ɾ/ und /r/, obwohl beide Phoneme in der Sprache Zaghawa vorkommen.
Europäische Zahlwörter und Punktuationen werden ebenfalls in der Schrift verwendet. Die Erfassung der Schrift in Unicode für die zukünftige universale Computerunterstützung wurde im Jahr 2007 vorgeschlagen.